# جائزة أستراليا الكبرى 1959
جائزة أستراليا الكبرى 1959 هو سباق فورمولا 1 أقيم بتاريخ 2 مارس 1959 في تاسمانيا.